# Krumine Corona
Krumine Corona est une corona, formation géologique en forme de couronne, située sur la planète Vénus par -5° S et 261,5° E. Elle est localisée dans le quadrangle de Galindo. Elle a été nommée en référence à Krumine, déesse lituanienne de la nourriture. 

## Géographie et géologie
Krumine Corona couvre une surface circulaire d'environ 300 km de diamètre. 